# GP Goriška & Vipava Valley 2024
De derde editie van de wielerwedstrijd GP Goriška & Vipava Valley vond plaats op 21 maart 2024. De wedstrijd startte en finishte in Nova Gorica en was 149,7 kilometer lang. De wedstrijd maakte deel uit van de UCI Europe Tour, met de categorie 1.2. De Italiaan Mattia Negrente versloeg zijn landgenoot Lorenzo Conforti na een fotofinish. Tilen Finkšt werd derde. De enige Belgische deelnemer, Jorre Debaele, eindigde op plek 23. Max van der Meulen, de enige Nederlander aan de start, haalde de finish niet.

## Uitslag
| Plaats  | Naam                        | Ploeg                         | Tijd     |
| ------- | --------------------------- | ----------------------------- | -------- |
| Winnaar | Mattia Negrente             | Astana Qazaqstan Dev.         | 3u34'43" |
| 2       | Lorenzo Conforti            | VF Group-Bardiani CSF-Faizanè | z.t.     |
| 3       | Tilen Finkšt                | Adria Mobil                   | z.t.     |
| 4       | Marcin Budziński            | Mazowsze Serce Polski         | z.t.     |
| 5       | Zak Coleman                 | XSpeed United                 | z.t.     |
| 6       | Marco Schrettl              | Tirol KTM                     | z.t.     |
| 7       | Sebastian Schönberger       | Felt Felbermayr               | z.t.     |
| 8       | Dylan Hopkins               | Ljubljana Gusto Santic        | z.t.     |
| 9       | Max Walker                  | Astana Qazaqstan Dev.         | z.t.     |
| 10      | Saveli Laptev               | Astana Qazaqstan Dev.         | z.t.     |
| 11      | Filippo Turconi             | VF Group-Bardiani CSF-Faizanè | z.t.     |
| 12      | Lukáš Kubiš                 | Elkov-Kasper                  | + 11"    |
| 13      | Andrej Remche               | Astana Qazaqstan Dev.         | + 13"    |
| 14      | Reinardt Janse van Rensburg | China Glory-Mentech           | z.t.     |
| 15      | Matti Dobbins               | XSpeed United                 | z.t.     |
| 16      | Valeri Sjtin                | CTF Victorious                | z.t.     |
| 17      | Daniel Vysočan              | Pierre Baguette               | z.t.     |
| 18      | Piotr Pekala                | Santic-Wibatech               | z.t.     |
| 19      | George Radcliffe            | XSpeed United                 | z.t.     |
| 20      | Roman Ermakov               | CTF Victorious                | z.t.     |
|         |                             |                               |          |
| 23      | Jorre Debaele               | Novapor Speedbike             | z.t.     |